# Klugeflustra onychocelloides
Klugeflustra onychocelloides är en mossdjursart som först beskrevs av Calvet 1909.  Klugeflustra onychocelloides ingår i släktet Klugeflustra, ordningen Cheilostomatida, klassen Gymnolaemata, fylumet mossdjur och riket djur. Inga underarter finns listade i Catalogue of Life.